# 哈氏盾海鯰
哈氏盾海鯰為輻鰭魚綱鯰形目海鯰科的其中一種，分布中西太平洋新幾內亞南部海域，棲息深度20-50公尺，體長可達25.4公分，棲息在沿海及河口區，底棲性魚類，屬肉食性。